# Brunn (Bawaria)
Brunn – miejscowość i gmina w Niemczech, w kraju związkowym Bawaria, w rejencji Górny Palatynat, w regionie Ratyzbona, w powiecie Ratyzbona, wchodzi w skład wspólnoty administracyjnej Laaber. Leży w Jurze Frankońskiej, około 18 km na północny zachód od Ratyzbony, przy autostradzie A3.
1 stycznia 2014 do gminy przyłączono teren o powierzchni 5,01 km², który pochodził z rozwiązanego dzień wcześniej obszaru wolnego administracyjnie Pielenhofer Wald rechts der Naab

## Dzielnice
W skład gminy wchodzą następujące dzielnice:
- Eglsee
- Frauenberg
- Münchsried
- Babetsberg
- Konstein
- Pettenhof
- Kirchhof
- Eiselberg